# 十月村區 (濱海邊疆區)

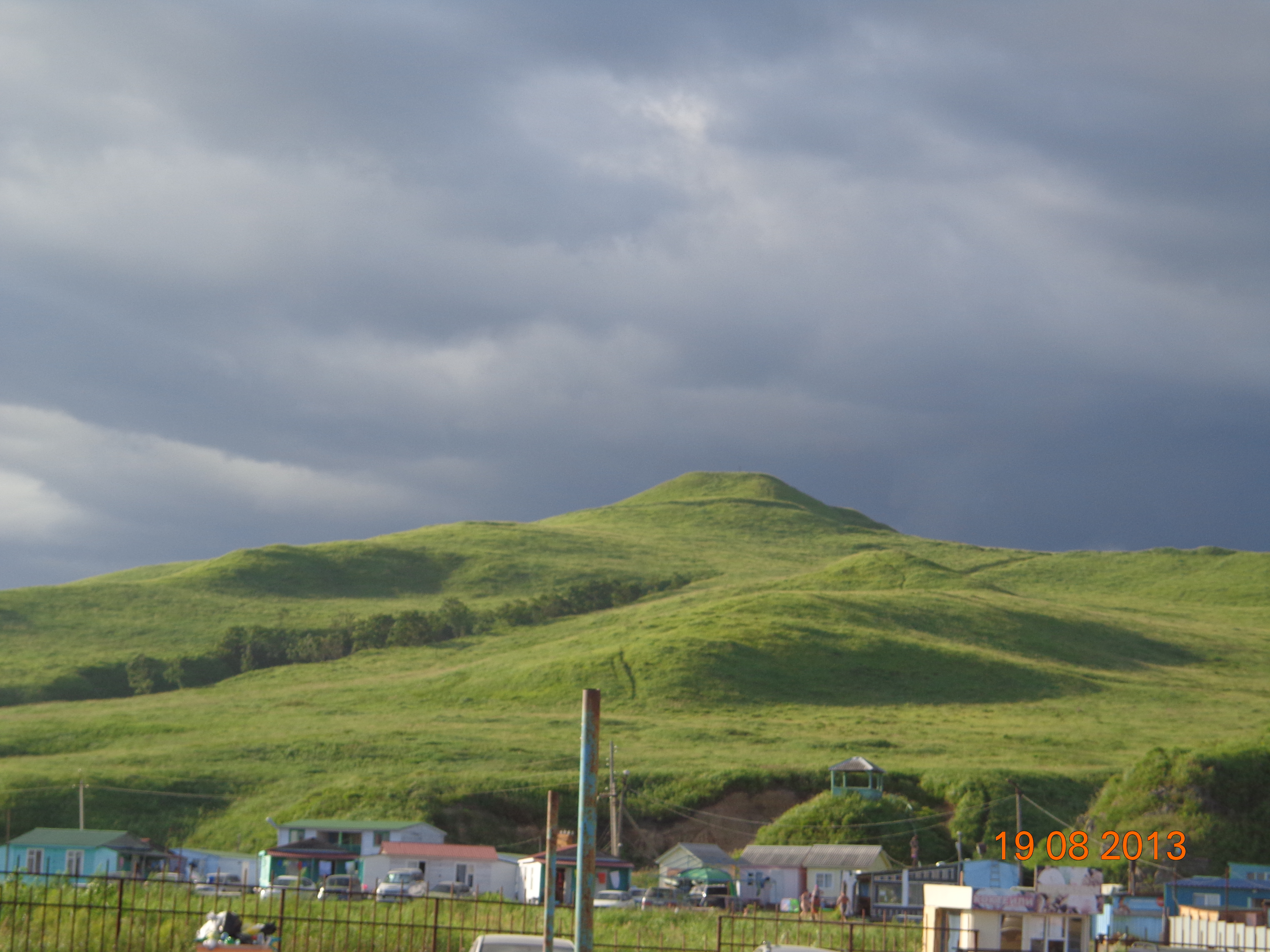

43°57′N 131°38′E / 43.950°N 131.633°E
十月村區（俄语：Октябрьский район），是俄羅斯的一個區，位於該國東南部，由濱海邊疆區負責管轄，面積1,632.8平方公里，2010年人口30,060，人口密度每平方公里18.41人。